# Liometopum imhoffi
Liometopum imhoffi är en myrart som först beskrevs av Oswald Heer 1850.  Liometopum imhoffi ingår i släktet Liometopum och familjen myror. Inga underarter finns listade i Catalogue of Life.